# Escarificació
|  | Aquest article tracta sobre la lesió voluntària o no efectuada sobre la pell humana. Si cerqueu el procés usat en jardineria, vegeu «escarificadora». |

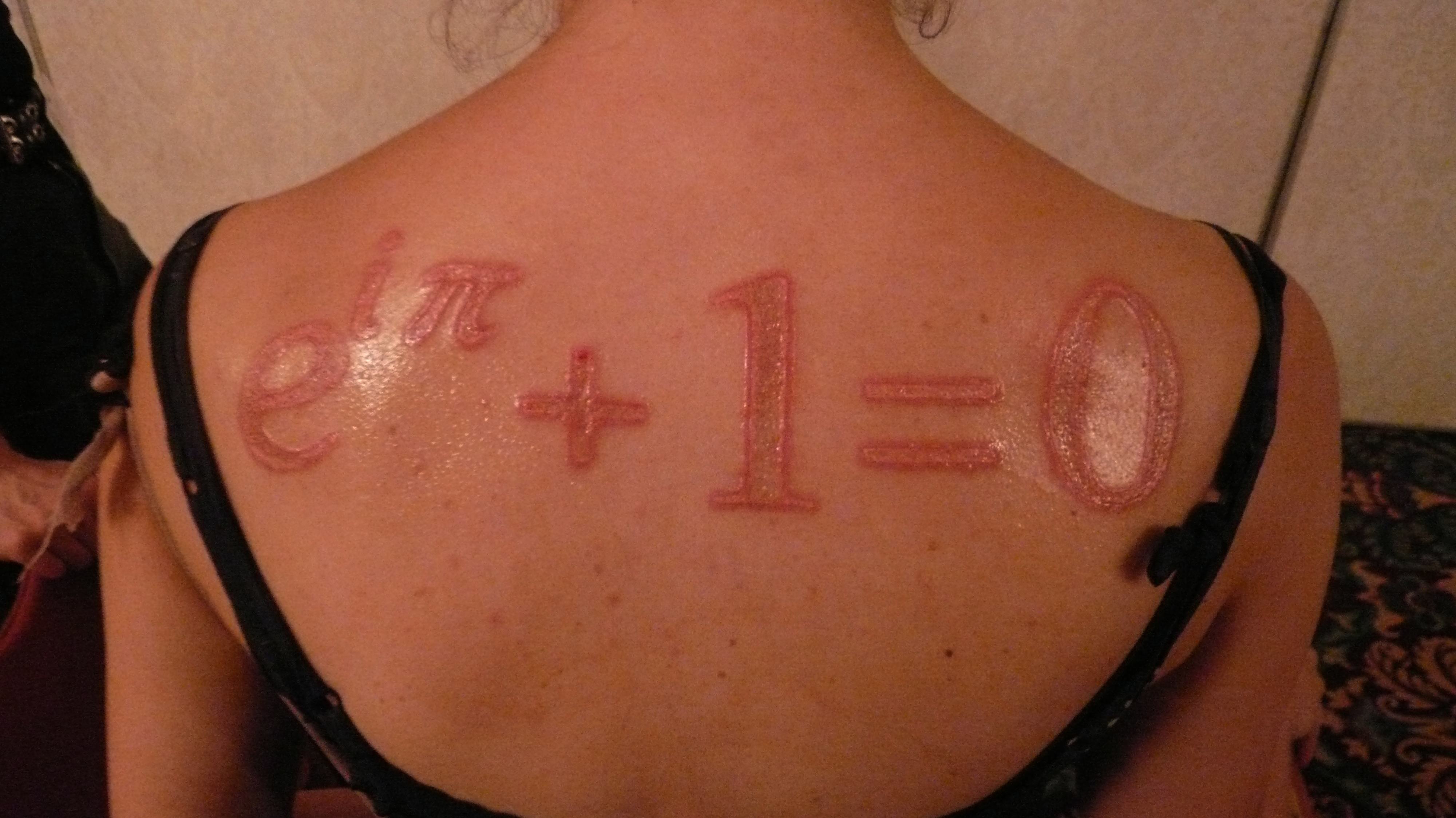
Resultat d'una escarificació estètica efectuada sobre l'esquena

L'escarificació és un procés traumàtic sobre la pell que resulta en la formació cicatrius a la pell. La paraula prové del llatí scarificare que significa fer incisions. Tanmateix el procés és usat com una forma d'ornamentar el mateix cos. Implica fer marques, imatges o paraules de forma permanent en la pell fent incisions superficials a la pell. Amb tot L'escarificació presenta un risc d'infecció. No només els materials per fer les ferides han de complir els requisits sanitaris sinó que les ferides s'han de mantenir netes amb solucions antisèptiques i higiene general
L'origen de l'escarificació és antic, a Àfrica, especialment a l'oest del continent, es practica molt. És part d'alguns ritus d'iniciació a la vida adulta. A Austràlia i Nova Guinea també es practica tradicionalment. A Occident, recentment, l'escarificació també té adeptes però en no ser tan popular com el tatuatge és difícil trobar operaris que les facin. En persones de pell fosca les cicatrius de l'escarificació es veuen millor que no pas els tatuatges, En el procés d'escarificació s'alliberen endorfines que donen un estat d'eufòria. També hi pot haver motivacions, religioses, socials i estètiques. No serveix el mateix mètode d'escarificació per a tothom. Hi ha dos mètodes principals: l'escarificació en relleu i l'escarificació creuada. La primera es fa simplement fent incisions a la pell, la segona aixecant una part de la capa superficial que envolta la pell totes aquestes ferides resten benignes (cutting). Encara hi ha un altre mètode que consisteix a cremar superficialment la pell (burning, o branding). A continuació de l'escarificació s'aplica un tractament per limitar el risc d'infecció i fer que les ferides cicatritzin normalment.